# Богданов Дмитро Степанович
Дмитро Степанович Богданов (1 травня 1941 — 8 січня 2005) — український освітянин.

## Біографія
Д. С. Богданов народився 1 травня 1941 року у Чадирлунгському районі Молдавської РСР.  Трудову діяльність розпочав в 1958 році.
У 1969 році закінчив фізико-математичний факультет Одеського педагогічного інституту імені К. Д. Ушинського.
В 1970—1977 роках працював  директором одеських загальноосвітніх шкіл № 80, 105, в 1973—1981 роках  — заступником завідувача відділом освіти Ленінського району Одеси.
Протягом 1981—1986 років очолював новостворену школу-інтернат № 4  для дітей-сиріт Одеси. Був заступником завідувача відділу освіти виконкому Одеської міської ради, директором загальноосвітньої школи № 35 з поглибленим вивченням англійської мови.
У 1991—2000 роках був  першим заступником начальника Одеського обласного управління освіти. Одночасно викладав у Південноукраїнському педагогічному університеті імені К. Д. Ушинського.
В 1996 році присвоєно вчене звання доцента. 
Згодом завідував кафедрою менеджменту та розвитку освіти Одеського інституту удосконалення вчителів.
Обирався депутатом Ленінської районної ради депутатів м. Одеси. 
Помер 8 січня 2005 року в Одесі.

## Праці
- Методика підготовки вчителя до управління загальноосвітньою  школою на сучасному етапі: Навчальний посібник/ Д. С. Богданов. –  Одеса: ЦНІТ, 1996. – 61 с.

## Нагороди
- Орден  «Знак Пошани».
- Медалі «За трудову доблесть», «Ветеран праці».
- Знак «Відмінник освіти України».[1]